# Zeros and Ones
Zeros and Ones è un film del 2021 diretto da Abel Ferrara.
Il film è stato presentato in anteprima mondiale nell'agosto 2021 al 74º Festival di Locarno, dove ha vinto il Pardo d'argento per la miglior regia della Città e della Regione di Locarno.
Il film di guerra ha come protagonista Ethan Hawke, che interpreta un militare americano.

## Trama
Il protagonista è JJ, un soldato americano, che arriva in treno in una Roma in pieno lockdown a causa della pandemia.
Le vicende si svolgono di notte in una città deserta, ma che si rivela sotto attacco.
(Abel Ferrara)

## Distribuzione

### Divieti
Negli Stati Uniti d'America la MPAA ha classificato il film come restricted (R) per scene contenenti violenza, immagini cruente, linguaggio forte, riferimenti sessuali e uso di droghe.

## Accoglienza

### Incassi
Il film ha incassato un totale mondiale di 4604 $.

### Critica
Sull'aggregatore di recensioni Rotten Tomatoes il film riceve il 55% delle recensioni professionali positive con un voto medio di 4,9 su 10 basato su 55 recensioni, mentre su Metacritic ha un punteggio di 61 su 100 basato su 16 recensioni.

## Riconoscimenti
- 2021 - Locarno Film Festival
  - Pardo d'argento per la miglior regia